# Желтов Олексій Сергійович
Олексій Сергійович Желтов (28 серпня 1904, місто Харків, Російська імперія — 29 жовтня 1991,  Москва, СРСР) — радянський військовий політпрацівник, начальник Головного політичного управління Радянської армії і Військово-Морського Флоту, генерал-полковник (13.09.1944). Герой Радянського Союзу (21.02.1978). Депутат Верховної ради Узбецької РСР 3-го скликання. Депутат Верховної Ради СРСР 2-го, 4—5-го скликань.

## Життєпис
Народився в родині робітника. У 1917 році родина переїхала до селища Битош (тепер Дятьковський район Брянської області), де Олексій Желтов навчався у школі та до 1924 року працював розсильним, канцеляристом та рахівником на скляному заводі.
З вересня 1924 року — у Червоній армії. У 1927 році закінчив 2-у Московську піхотну школу.
З серпня 1927 року — командир взводу 44-го стрілецького полку РСЧА.
Член ВКП(б) з 1929 року.
У серпні 1930 — жовтні 1931 року — помічник командира роти, в жовтні 1931 — липні 1933 року — командир роти 44-го стрілецького полку 15-ї Сиваської стрілецької дивізії, командир навчальної команди 40-го кулеметного батальйону 15-ї Сиваської стрілецької дивізії.
У 1933—1934 роках — інструктор фізичної підготовки 11-ї важкої бомбардувальної авіаційної бригади, інструктор фізичної підготовки 14-ї кавалерійської дивізії.
У 1937 році закінчив Військову академію імені Фрунзе.
З 1937 року — військовий комісар 24-ї Самаро-Ульяновської Залізної стрілецької дивізії РСЧА.
У 1938 закінчив Військово-політичні курси.
У 1939 — лютому 1941 року — член Військової ради Приволзького військового округу.
У лютому — серпні 1941 року — член Військової ради Далекосхідного фронту.
23 серпня 1941 — липень 1942 року — член Військової ради Карельського фронту.
У липні — вересні 1942 року — член Військової ради 63-ї армії.
У вересні — жовтні 1942 року — член Військової ради Донського фронту.
22 жовтня 1942 — 20 жовтня 1943 року — член Військової ради Південно-Західного фронту.
20 жовтня 1943 — 15 червня 1945 року — член Військової ради 3-го Українського фронту.
У липні 1945 — липні 1950 року — член Військової ради Центральної групи військ та заступник Верховного комісара СРСР в Австрії.
У липні 1950 — січні 1951 року — член Військової ради Туркестанського військового округу.
У січні 1951 — квітні 1953 року — начальник Головного управління кадрів Радянської Армії.
У квітні 1953 — січні 1958 року — начальник Головного політичного управління Радянської армії і Військово-Морського Флоту.
У січні 1958 — червні 1959 року — завідувач відділу адміністративних органів ЦК КПРС.
У червні 1959 — грудні 1971 року — начальник Військово-політичної академії імені Леніна.
З грудня 1971 до листопада 1987 року — в Групі генеральних інспекторів Міністерства оборони СРСР.
«За вміле керівництво військами, особисту мужність та відвагу, виявлені у боротьбі з німецько-фашистськими загарбниками у роки Великої Вітчизняної війни, великий внесок у підготовку та підвищення бойової готовності військ у післявоєнний період» Указом Президії Верховної Ради СРСР від 21 лютого 1978 року генерал-полковнику Желтову Олексію Сергійовичу присвоєно звання Героя Радянського Союзу з врученням ордена Леніна та медалі «Золота Зірка».
З 1971 року — заступник голови, в 1981—1988 роках — голова Радянського комітету ветеранів війни.
З листопада 1987 року — у відставці в Москві.
Помер 29 жовтня 1991 року. Похований в Москві на Введенському цвинтарі.

## Військові звання
- полковий комісар (1937)
- дивізійний комісар (22.07.1937)
- корпусний комісар (19.06.1940)
- генерал-лейтенант (6.12.1942)
- генерал-полковник (13.09.1944)

## Нагороди
- Герой Радянського Союзу (21.02.1978)
- шість орденів Леніна (24.03.1943, 20.06.1949, 28.08.1954, 29.08.1964, 21.02.1978, 27.08.1984)
- орден Жовтневої Революції (27.08.1974)
- чотири ордени Червоного Прапора (17.09.1943, 3.11.1944, 1944, 22.02.1968);
- орден Суворова I ступеня (13.09.1944);
- два ордени Кутузова I ступеня (19.03.1944, 28.04.1945);
- орден Вітчизняної війни I ступеня (11.03.1985);
- орден Червоної Зірки
- орден «Знак Пошани»
- медалі
- дев'ять іноземних орденів